# Diócesis de Chiayi
La diócesis de Chiayi (en latín: Dioecesis Kiayien(sis) y en chino: 天主教嘉義教區) es una circunscripción eclesiástica latina de la Iglesia católica en Taiwán, sufragánea de la arquidiócesis de Taipéi. La diócesis tiene al obispo Norbert Pu como su ordinario desde el 15 de febrero de 2022.

## Territorio y organización

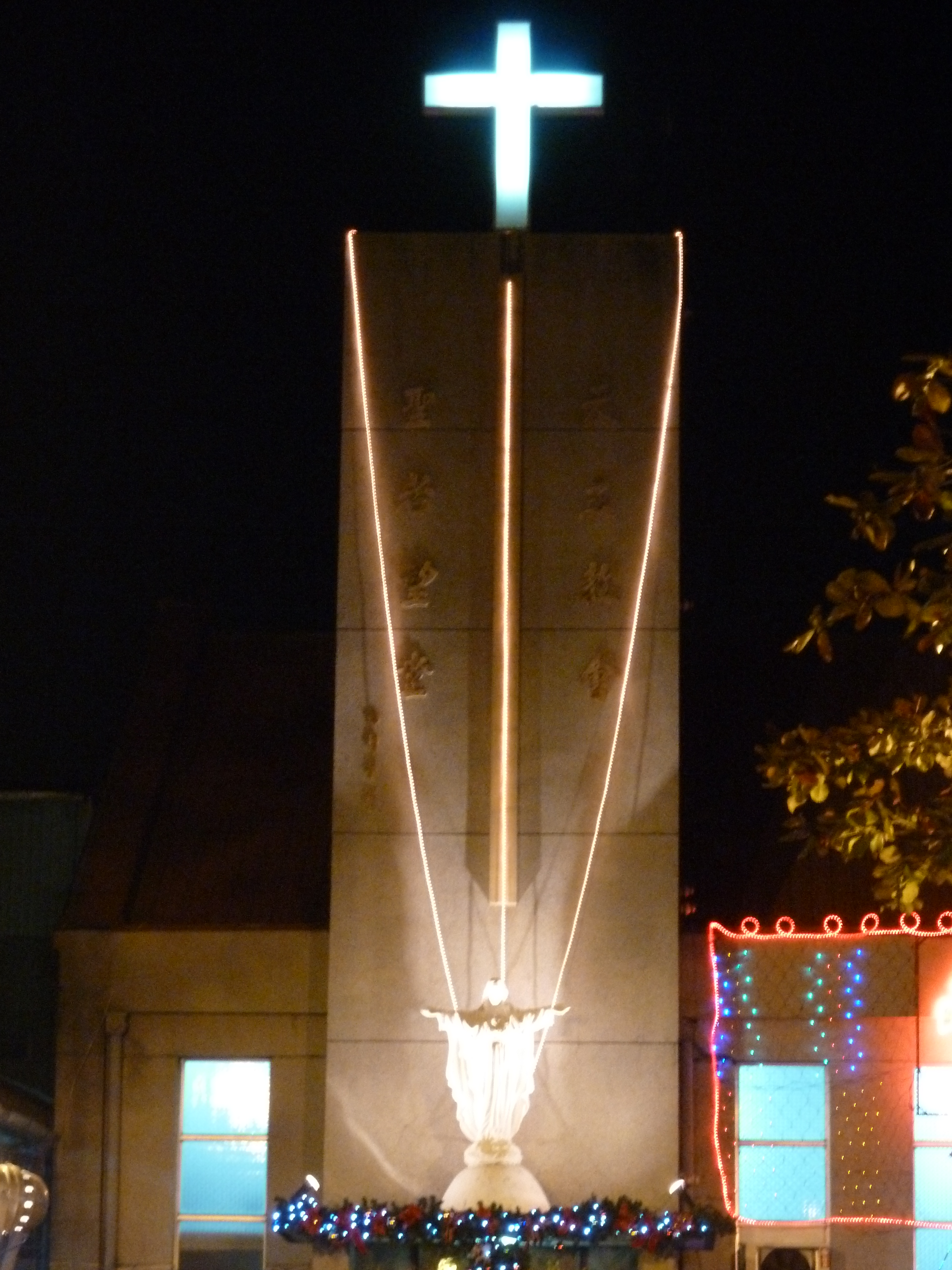
Vista de la catedral

La diócesis tiene 3253 km² y extiende su jurisdicción sobre los fieles católicos de rito latino residentes en la ciudad provincial de Chiayi y en los condados de Chiayi y de Yunlin.
La sede de la diócesis se encuentra en la ciudad de Chiayi (o Kiayi), en donde se halla la Catedral de San Juan.
En 2019 en la diócesis existían 48 parroquias agrupadas en 7 decanatos.

## Historia
La prefectura apostólica de Kiayi fue erigida el 7 de agosto de 1952 con la bula Ne nimia Missionum del papa Pío XII, obteniendo el territorio de la prefectura apostólica de Kaohsiung (hoy diócesis de Kaohsiung).
El 16 de abril de 1962 la prefectura apostólica fue elevada a diócesis con la bula Cum Apostolica del papa Juan XXIII.

## Estadísticas
De acuerdo al Anuario Pontificio 2020 la diócesis tenía a fines de 2019 un total de 8647 fieles bautizados.
| Año                                                                             | Población            | Población | Población      | Sacerdotes | Sacerdotes    | Sacerdotes    | Bautizados por sacerdote | Diáconos permanentes | Religiosos | Religiosos | Parroquias |
| Año                                                                             | Bautizados católicos | Total     | % de católicos | Total      | Clero secular | Clero regular | Bautizados por sacerdote | Diáconos permanentes | Varones    | Mujeres    | Parroquias |
| ------------------------------------------------------------------------------- | -------------------- | --------- | -------------- | ---------- | ------------- | ------------- | ------------------------ | -------------------- | ---------- | ---------- | ---------- |
| 1970                                                                            | 23 162               | 1 643 684 | 1.4            | 83         | 50            | 33            | 279                      |                      | 37         | 60         | 109        |
| 1980                                                                            | 18 329               | 1 741 000 | 1.1            | 71         | 39            | 32            | 258                      |                      | 38         | 85         | 105        |
| 1990                                                                            | 16 830               | 1 755 000 | 1.0            | 63         | 39            | 24            | 267                      |                      | 30         | 74         | 46         |
| 1999                                                                            | 22 363               | 1 582 934 | 1.4            | 40         | 22            | 18            | 559                      |                      | 22         | 60         | 51         |
| 2000                                                                            | 21 983               | 1 582 934 | 1.4            | 43         | 25            | 18            | 511                      |                      | 21         | 64         | 67         |
| 2001                                                                            | 22 068               | 1 582 934 | 1.4            | 59         | 36            | 23            | 374                      |                      | 27         | 59         | 67         |
| 2002                                                                            | 19 302               | 1 582 934 | 1.2            | 69         | 43            | 26            | 279                      |                      | 30         | 59         | 67         |
| 2003                                                                            | 18 890               | 1 573 098 | 1.2            | 62         | 42            | 20            | 304                      |                      | 23         | 56         | 66         |
| 2004                                                                            | 16 888               | 1 573 098 | 1.1            | 40         | 18            | 22            | 422                      |                      | 26         | 56         | 66         |
| 2006                                                                            | 17 820               | 1 582 934 | 1.1            | 41         | 25            | 16            | 434                      |                      | 21         | 60         | 56         |
| 2013                                                                            | 12 600               | 1 652 000 | 0.8            | 30         | 14            | 16            | 420                      |                      | 16         | 65         | 54         |
| 2016                                                                            | 8395                 | 1 522 000 | 0.6            | 32         | 19            | 13            | 262                      |                      | 13         | 86         | 53         |
| 2019                                                                            | 8647                 | 1 553 700 | 0.6            | 32         | 19            | 13            | 270                      |                      | 13         | 89         | 48         |
| Fuente: Catholic-Hierarchy, que a su vez toma los datos del Anuario Pontificio. |                      |           |                |            |               |               |                          |                      |            |            |            |

## Episcopologio
- Sede vacante (1952-1970)

- Matthew Kia Yen-wen † (21 de mayo de 1970-14 de diciembre de 1974 nombrado obispo de Hwalien)
- Joseph Ti-kang (21 de junio de 1975-3 de mayo de 1985 nombrado arzobispo coadjutor de Taipéi)
- Joseph Lin Thien-chu † (25 de noviembre de 1985-4 de marzo de 1994 falleció)
- Peter Liu Cheng-chung (1 de julio de 1994-5 de julio de 2004 nombrado obispo coadjutor de Kaohsiung)
- John Hung Shan-chuan, S.V.D. (16 de enero de 2006-9 de noviembre de 2007 nombrado arzobispo de Taipéi)
- Thomas An-Zu Chung (24 de enero de 2008-23 de mayo de 2020 nombrado arzobispo de Taipéi)
- Norbert Pu, desde el 15 de febrero de 2022